# Гоцко Євстахій Володимирович

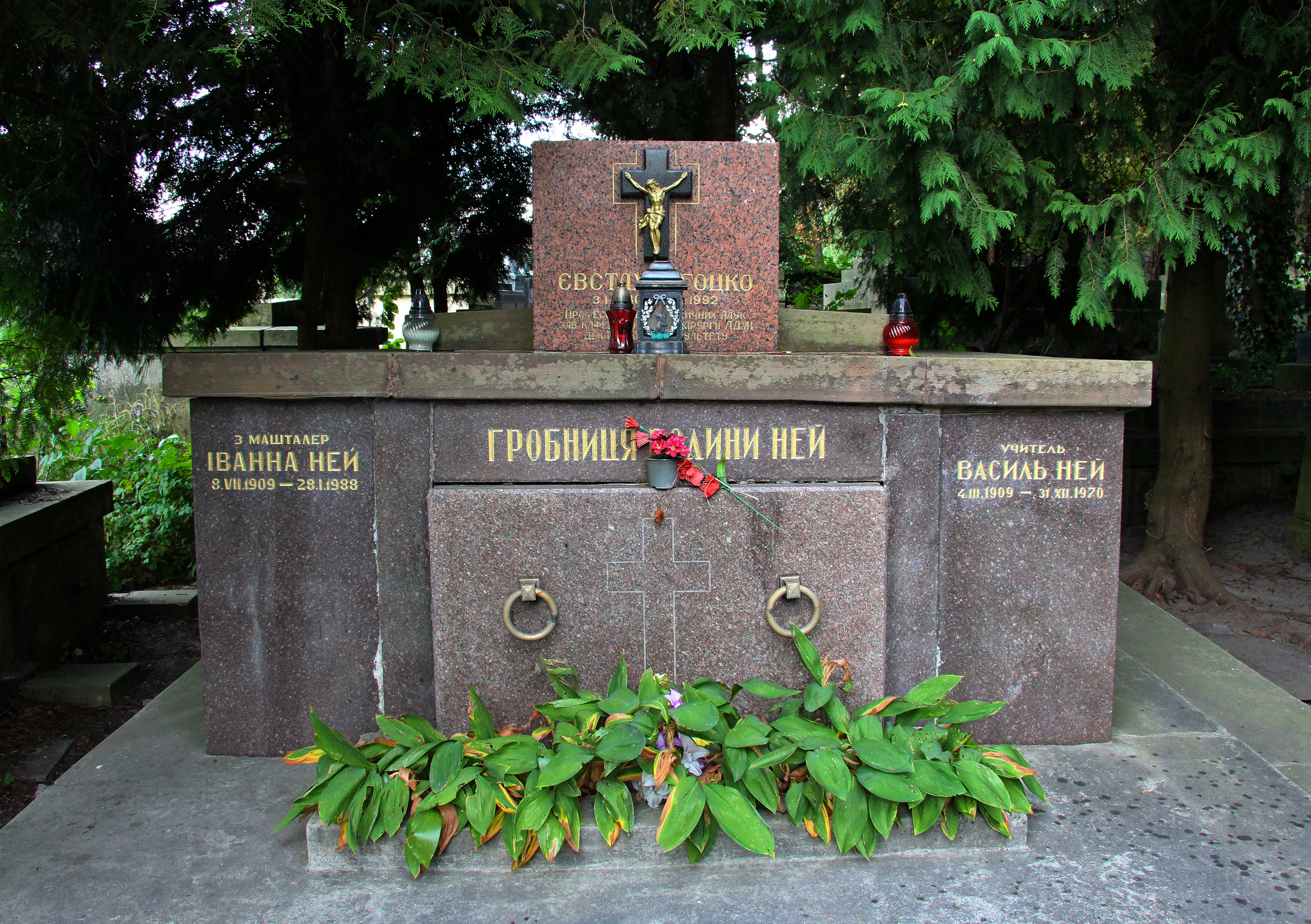

Євстахій Володимирович Гоцко (3 січня 1930, м. Городок Львівської обл. — 7 грудня 1992, Львів) — радянський стоматолог. Доктор медичних наук (1987), професор (1989), завідувач кафедри хірургічної стоматології (1972—1992), декан стоматологічного факультету Львівського медичного інституту (1979—1992).

## Життєпис і наукова діяльність
Закінчив Київський стоматологічний інститут (1954).
Працював: стоматолог Городоцької міської лікарні (1954—1959), Львівської обласної клінічної лікарні (1959—1960), за сумісництвом головний стоматолог Львівського облздороввідділу (1960—1967); асистент (1961—1968), доцент (1968—1972), завідувач (1972—1992) кафедри хірургічної стоматології, декан стоматологічного факультету (1979—1992) Львівського медичного інституту.
Кандидат медичних наук (1967), доцент (1969), доктор медичних наук (1987), професор (1989).
Напрями наукових досліджень: травматологія та відновна хірургія щелепно-лицевої ділянки; питання хірургічного лікування вроджених незрощень верхньої губи та піднебіння, одонтогенних пухлин щелеп, запалень верхньощелепних пазух та великих слинних залоз.
Автор близько 130 наукових праць, серед них 9 авторських свідоцтв на винаходи.
Підготував 11 кандидатів, 3 докторів наук.
Похований у гробниці  родини Ней , на 59 полі Личаківського цвинтаря.

## Праці
Основні праці:
- Переломи кута і гілки нижньої щелепи і їх лікування (канд. дис.). Львів, 1967;
- Способ лечения врожденного незаращения мягкого неба. Авт свід № 689665, 1979 р.;
- Способ миохейлопластики. Авт свід № 825029, 1981 р.; Способ диагностики функции небно-глоткового смыкания. Информ. лист. Киев, 1983;
- Сравнительная оценка хирургического лечения врожденных несращений верхней губы и неба (докт. дис.). Львів, 1986;
- Применение деминерализованной кости при лечении переломов нижней челюсти. Стоматология 1987, № 5 (співавт.);
- Клинико-физиологические особенности внутривенной анестезии сомбревином при лечении воспалительных заболеваний челюстно-лицевой области. Стоматология 1990, № 2 (співавт.).